# Dianthus recognitus
Dianthus recognitus är en nejlikväxtart som beskrevs av Schischkin. Dianthus recognitus ingår i släktet nejlikor, och familjen nejlikväxter. Inga underarter finns listade i Catalogue of Life.